# 鄒龍光
鄒龍光（1544年—1586年），字彥為，號斗墟，直隸蘇州府長洲縣民籍，常州府無錫縣人，明朝政治人物。

## 生平
萬曆元年（1573年）癸酉科應天府鄉試第七十名，萬曆八年（1580年）庚辰科會試第三十一名，登三甲第三名進士。工部觀政，本年授中书舍人，丁父憂归乡。十三年复除原官，奉使齊魯間，护送其妻王氏棺柩回乡，归未六月，十四年去世。

## 家族
曾祖鄒鉦，號履坦，曾任引禮舍人；祖父鄒子進，號石湖，舉人，曾任汀州府同知；父鄒懋昭，號龍橋，舉人，曾任應城、寧陵知縣。母華氏。邹龙光、邹同光、邹迪光三兄弟于万历年间相继考中舉人和进士。当时顾宪成赞美道：“余幼时闻邹氏三光之说，一时艳为盛事。”
子鄒弘基。孫邹式金，崇祯十三年進士。